# Tom Pendergast

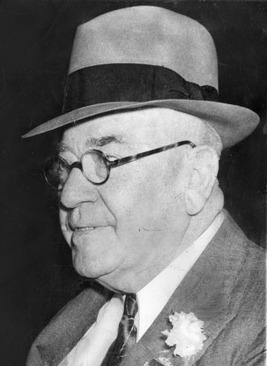
Tom Pendergast (1936)

Thomas Joseph Pendergast (* 22. Juli 1873 in St. Joseph, Missouri; † 26. Januar 1945 in Kansas City, Missouri) war ein US-amerikanischer Unternehmer und Politiker.
Pendergast war seit 1911 der wirtschaftliche und zum Teil auch politische Machthaber in Kansas City und dem Jackson County. „Boss Tom“ Pendergast verfolgte innerhalb der Demokratischen Partei eine populistische Politik. Insbesondere während der Weltwirtschaftskrise schuf er Arbeitsplätze, arbeitete eng mit der Mafia zusammen und bildete in der Partei Seilschaften, durch die die ihm Getreuen (zum Beispiel Harry S. Truman) gute Aufstiegsmöglichkeiten hatten. Er kontrollierte, obgleich persönlich treuer Kirchgänger und Abstinenzler, zur Zeit der Prohibition das Nachtleben in Kansas City und verhalf diesem zu einem einzigartigen Aufschwung, der dem Entstehen des Kansas City Jazz förderlich war. Aufgrund seiner Spielsucht und der Exzesse seiner Untergebenen entglitt ihm in den 1930er Jahren zunehmend die Herrschaft über Kansas City und Jackson County. Im Jahr 1939 wurde er schließlich wegen Steuerhinterziehung verurteilt und saß eine Haftstrafe von 15 Monaten im  Bundesgefängnis Leavenworth ab. Nach seiner Freilassung lebte er bis zu seinem Tod zurückgezogen in seinem Haus in Kansas City.